# Mariano Bueno Ferrer
Mariano Bueno Ferrer (Jaca, 22 d'octubre de 1892-?) va ser un militar espanyol que va participar en la Guerra civil.

## Biografia
Nascut a Jaca, en 1892, va ser militar de carrera. Quan es va produir la proclamació de la Segona República es va acollir a la Llei Azaña i es va retirar de l'Exèrcit amb la graduació de capità. Al començament de la Guerra civil va ser breument empresonat, encara que va aconseguir escapar a la zona republicana. Allí va formar una columna de miliciana formada per voluntaris aragonesos i catalans que va lluitar als Pirineus, i que acabaria sent coneguda com a «Agrupació de Muntanya Pirinenca». L'abril del 1937 l'Agrupació de Muntanya va ser militaritzada i reconvertida en la 130a Brigada Mixta, que Bueno Ferrer passaria a manar. A la fi de 1937 va ser ascendit al rang de tinent coronel, i destinat al front del Centre. El 1939 va rebre la Medalla del Valor. Al final de la contesa es va exiliar a Mèxic, on va morir.